# John H. Calaby
John Henry Calaby AO (* 19. Oktober 1922 in Creswick, Victoria; † 19. September 1998 in Canberra, Australian Capital Territory) war ein australischer Mammaloge und Biologe.

## Leben
Calaby wuchs mit seinen beiden Schwestern in ärmlichen Verhältnissen auf. Sein Vater war Bergarbeiter, der an einer schweren Lungenerkrankung litt und zum größten Teil arbeitslos war.
Bereits als Kind entwickelte Calaby eine Leidenschaft für die Natur, die von seiner Mutter gefördert wurde. Er erhielt seine frühe Bildung an der Allendale State School und profitierte als Erster in seiner Familie von einer Ausbildung an der Junior Technical School und der School of Mines and Industries, beide in Ballarat, Victoria. Nach seinem Abschluss in angewandter Chemie an der letztgenannten Institution im Jahr 1942 arbeitete er während der Kriegsjahre von 1943 bis 1945 als technischer Assistent für Explosivstoff- und Munitionsforschung in den Munitionsaufbewahrungslabors in Maribymong, Victoria. In dieser Zeit führte er chemische Analysen von explosiven und pyrotechnischen Füllungen von erbeuteten japanischen Waffen durch und hatte gefährliche Aufgaben wie das Entschärfen von Bomben und Torpedos, was ihn und einen anderen australischen Chemiker verschiedenen giftigen Substanzen aussetzte und später im Leben schwere Hämoglobindefizite verursachte.
Im Jahr 1945 wurde Calaby als Experimentalleiter in der Abteilung Entomologie der Commonwealth Scientific and Industrial Research Organisation (CSIRO) in Canberra eingestellt. Fünf Jahre lang widmete er sich hauptsächlich der Biochemie von Insekten und führte umfangreiche Feldforschungen für taxonomische Studien von wenig bekannten Insekten durch. Obwohl er sich später in seiner beruflichen Laufbahn mehr auf Wirbeltiere, insbesondere Säugetiere, konzentrierte, setzte er seine taxonomische Arbeit an Insekten noch weitere 20 Jahre lang fort, nachdem er die Abteilung Entomologie verlassen hatte.
Im Jahr 1949 wurde unter der Leitung des renommierten Wissenschaftlers Francis Ratcliffe die Abteilung Wildlife Survey (ab 1987 Division of Wildlife und Ecology) von der CSIRO ins Leben gerufen. Ratcliffe und Calaby waren bereits in der Abteilung Entomologie Arbeitskollegen. Ratcliffe benötigte Calabys Fachwissen im Bereich der Vektorbekämpfung, vor allem zur Eindämmung der Wildkaninchenplage, welches als schwerwiegendster eingeschleppter Schädling des Landes für die Zerstörung von Nahrungsquellen und Böden in Weidegebieten der gemäßigten Zone verantwortlich war. Calaby stieß im Jahr 1950 als Experimentalbeauftragter und Forschungswissenschaftler zur Abteilung hinzu. Neben seiner bedeutenden Rolle innerhalb eines Teams von Forschern, die an der Regulierung der Kaninchenpopulation arbeiteten, legte er den Grundstein für Untersuchungen zur allgemeinen Biologie in dieser australischen Umgebung.
Nach zahlreichen Fehlschlägen bei Feldversuchen zur Einführung von Myxomatose, einem durch Stechmücken übertragenen Virus, das für das Wildkaninchen tödlich ist, erzielten Calaby und seine Teamkollegen im Dezember 1950 den Durchbruch, als die Kaninchen plötzlich an einem der Feldstandorte in beträchtlicher Zahl abstarben. In nur zwei Monaten breitete sich die Krankheit anschließend in alle Richtungen in einem Radius von 500 Meilen aus. Letztendlich drang das Virus in die Kaninchenpopulationen im gesamten Bereich der gemäßigten Regionen Australiens ein und dezimierte diese.
Nach seinem Umzug im Jahr 1952 zur CSIRO-Feldstation in Perth traf Calaby seine zukünftige Frau Josephine Rosenberg, die er im Oktober des Jahres heiratete. Aus diesen Ehe gingen vier Söhne hervor.
Während seiner Zeit in Perth begann Calaby mit Studien an Beuteltieren, hauptsächlich Forschungsarbeiten über das Nahrungsverhalten von Quokkas (Setonix brachyurus). Er und seine Kollegen an der University of Western Australia waren die ersten, die bei diesem Känguru das Vorhandensein von Cellulose verdauenden Bakterien im Vorderdarm beschrieben, eine biotische Beziehung, die in ähnlicher Form auch bei Huftieren bekannt ist. Während seiner Feldarbeit leistete er neben Studien über Vögel und Frösche auch bedeutende Beiträge zur Biologie des Numbats (Myrmecobius fasciatus) und seiner Beute, den Termiten. Im Jahr 1960 erstellten Calaby und Ratcliffe einen der ersten Berichte über gefährdete Säugetiere in Australien. Dies wurde zur Grundlage für zukünftige Studien. 1956 zog Calaby mit seiner Familie zurück nach Canberra, wo er bis zum Ende seiner Karriere blieb. Er war 31 Jahre lang in der Zentrale der Abteilung in Canberra tätig und ging 1987 als stellvertretender Leiter in den Ruhestand. 
Während dieser Zeit führte er viele wichtige Untersuchungen zur Biologie von Beuteltieren durch, insbesondere zur Familie der Kängurus. Er arbeitete eng mit Geoffrey Sharman und anderen an Studien zum Roten Riesenkänguru (Osphranter rufus) zusammen, die die heute klassischen Beschreibungen von verzögerter Einnistung, Geburt und hormoneller Reaktion auf den Lutschreiz dieser Art enthielten. Er war auch Mitautor eines Buches über Kängurus mit Harry Frith, das später ins Japanische übersetzt wurde. Calaby leistete einen bedeutenden Beitrag zum Film The Birth of a Kangaroo, der unter Säugetierkundlern sowohl in Europa als auch in Nordamerika große Aufmerksamkeit erregte.
1958 war Calaby Mitbegründer der Australian Mammal Society. Er war nicht nur für die Herausgeberschaft der ersten seriellen Publikation Australian Mammal Society Bulletin zuständig, die er für 12 Jahre innehatte, sondern auch als Redakteur der Rubrik Current Literature für 36 Jahre. Calaby war auch mehrere Jahre lang Mitglied der American Society of Mammalogists, bevor er zum Ehrenmitglied ernannt wurde.
In der zweiten Hälfte seiner Karriere bei der Abteilung erweiterte Calaby seine Arbeit an faunistischen Untersuchungen, die er in entlegenen tropischen Gebieten Australiens durchführte, die selten erforscht worden waren. Sein Schwerpunkt lag auf Säugetieren, einschließlich mehrerer seltener und gefährdeter Arten, und er sammelte Felddaten zur anschließenden Analyse der Fortpflanzungsbiologie einer Reihe von Beuteltieren und endemischen Nagetieren.
Kurz nach seiner Rückkehr von Perth nach Canberra im Jahr 1956 gründete Calaby ein Museum, das sich der Erforschung von Sammlungen von Säugetieren, Vögeln, Reptilien und Fröschen Australiens und Papua-Neuguineas widmete. Im Laufe der Jahre wuchs es unter seiner Kuratorenschaft beträchtlich an und 1987 enthielt das Museum 21.000 Säugetiere, die 185 Arten und 24.000 Vögel, die 670 Arten repräsentierten.
Die von Calaby Mitte der 1960er Jahre geleiteten Studien im nördlichen Teil des Northern Territory und seine daraus resultierenden Berichte lieferten die faunistische Bewertung, die 1976 zur Gründung des Kakadu-Nationalparks führte. 
Viele wissenschaftliche Zusammenarbeiten von Calaby waren mit seinen Landsleuten, aber in mehreren Fällen arbeitete er auch gemeinsam mit ausländischen Forschern, die als Studenten nach Australien gekommen waren oder auf temporären Aufenthalten, um seine einzigartigen Säugetiere zu studieren. Die Liste von Calabys Veröffentlichungen umfasst ein breites Spektrum an Beiträgen über Säugetiere, Vögel und andere Tiergruppen. Andere Bereiche seines Interesses galten den indigenen Völker Australiens und ihren Darstellungen von Tieren in ihrer Kultur und die europäische Entdeckung Australiens, insbesondere in Bezug auf wissenschaftliche Beschreibungen von Säugetieren und Vögeln. Sein Buch So Much that is New Baldwin Spencer 1860–1929: A Biography, das er mit D. J. Mulvaney verfasste, porträtiert das Leben eines wichtigen Entdeckers und Biologen, der Professor an der University of Melbourne wurde. Walter Baldwin Spencer bot Studentinnen bemerkenswerte Bildungsmöglichkeiten in den Naturwissenschaften an, trotz der Einschränkungen des spätviktorianischen Zeitalters, die bis weit ins 20. Jahrhundert hinein bestanden. Calaby bewunderte Spencer besonders dafür, dass er die Bildung von Frauen förderte.
Calaby beschrieb die Arten Rattus novaeguineae, Rattus vandeuseni und Tadarida kuboriensis.

## Ehrungen und Dedikationsnamen
1977 wurde Calaby von der Australian National University aufgrund seiner umfangreichen wissenschaftlichen Leistungen mit Ehrendoktor der Wissenschaften (D.Sc. (honoris causa)) ausgezeichnet. Im Jahr 1983 erhielt er von der Australian Mammal Society den Ellis Troughton Memorial Award, deren höchste Auszeichnung für Forschung und Wissenschaft in der Säugetierkunde. Zudem ernannten sie ihn 1987 zum Ehrenmitglied. Im Jahr 1986 wurde Calaby zum Fellow der Royal Zoological Society of New South Wales gewählt. Die American Society of Mammalogists ernannte ihn 1993 zum Ehrenmitglied. Aufgrund seiner hervorragenden wissenschaftlichen Verdienste in den Bereichen Zoologie, Ökologie und australischer Säugetierkunde wurde Calaby im Folgejahr zum Officer des Order of Australia ernannt – eine der angesehensten Auszeichnungen Australiens. Am 16. Februar 1998 wurde ein neues Bibliotheksgebäude der CSIRO Division of Wildlife and Ecology in Canberra eröffnet und Calaby zu Ehren als John Calaby Resources Centre benannt.
Über 30 Tierarten wurden nach John Calaby benannt, entweder als calabyi oder als Anagramm im Artepitheton (Laelaps cybiala, Laelaps bycalia, Laelaps lybacia, Laelaps albycia, alle von Robert Domrow beschrieben). Obwohl die meisten Taxa wirbellose Parasiten von Säugern repräsentieren, sind der von Tim Flannery beschriebene Calaby-Filander (Thylogale calabyi) aus Papua-Neuguinea sowie die Kakadu-Maus (Pseudomys calabyi) aus dem Northern Territory in Australien, die 1987 von Darrell John Kitchener und William F. Humphreys beschrieben wurde, zwei Säugetierarten, die zu Calabys Ehren benannt wurden. Ian J. Mason benannte 1983 die Unterart Tyto novaehollandiae calabyi der Neuhollandeule nach Calaby.

## Schriften
- mit Harold Frith: Kangaroos, 1969
- mit Peter Slater: A Field Guide to Australian Birds Bd. 1 Non-Passerines, 1970
- mit Peter Slater: A Field Guide to Australian Birds Bd. 2 Passerines, 1976
- mit J. Mary Taylor, Hobart M. Van Deusen: A Revision of the Genus Rattus (Rodentia, Muridae) in the New Guinean Region, 1982
- So Much That is New: Baldwin Spencer, 1860–1929, 1985
- mit Tim Bonyhandy: The Skottowe manuscript: select specimens from nature of the birds, animals etc. of New South Wales, 1988
- als Herausgeber: The Hunter Sketchbook: Birds & Flowers of New South Wales drawn on the spot in 1788, '89 & '90 von John Hunter, 1989